# Francesco Buonamici (Philosoph)
Francesco Buonamici (* 1533 in Florenz; † 29. September 1603 in Orticaia bei Dicomano) war ein italienischer Philosoph, der in Pisa Lehrer von Galileo Galilei war.

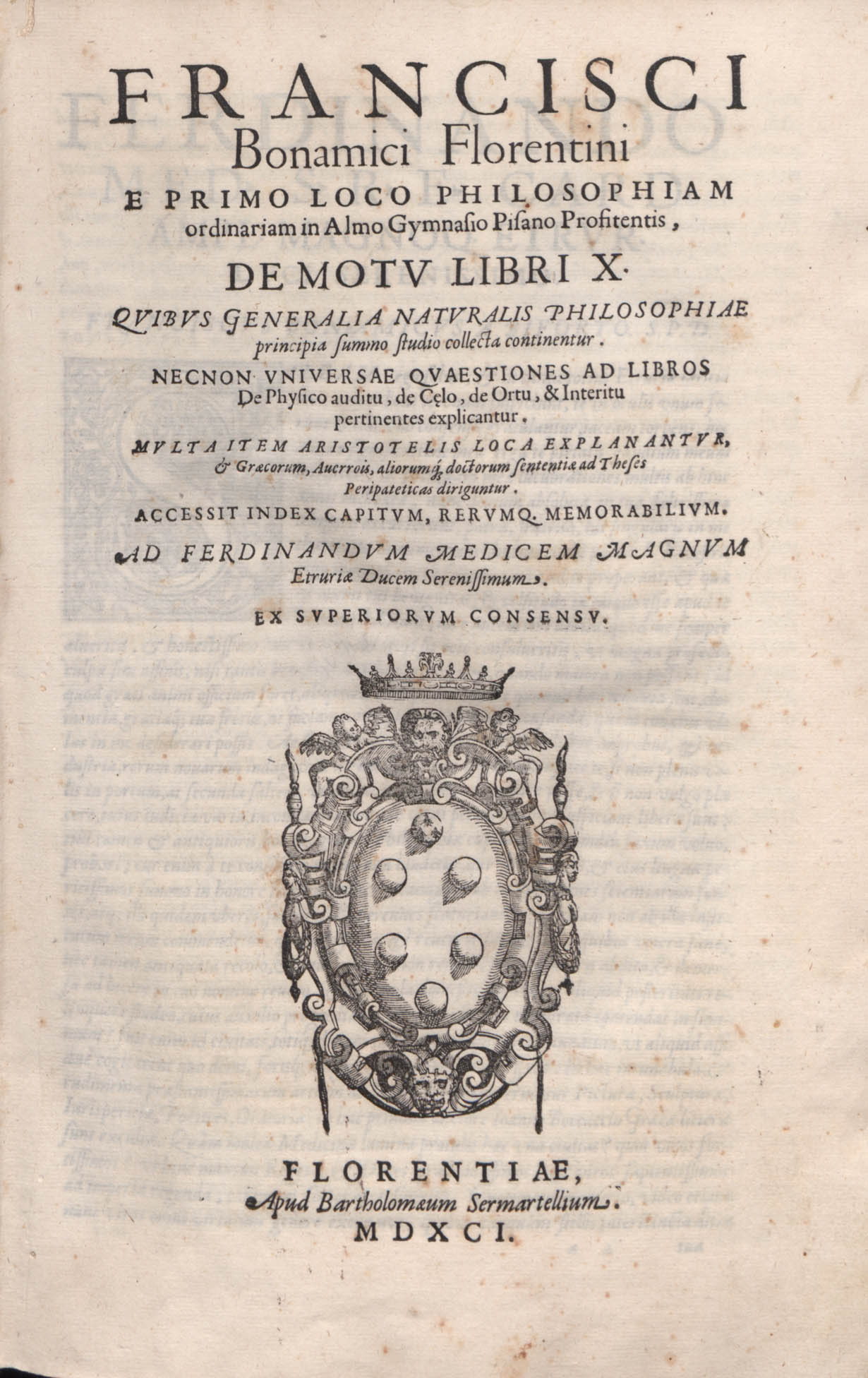
De motu, 1591

Buonamici wurde sehr wahrscheinlich in Florenz geboren, wo sein Vater Notar war. Er studierte Philosophie und Medizin an der Universität Pisa, wo er insbesondere griechische Texte studierte (als Schüler von Piero Vettori, Ciriaco Strozzi). 1565 wurde er außerordentlicher Professor für Philosophie in Pisa und 1571 Professor für Naturphilosophie, wobei er vor allem Aristoteles Naturphilosophie lehrte. Er lehrte in Pisa bis zu seinem Tod. 1598 schlug er ein Angebot aus, Nachfolger von Francesco Piccolomini (1523–1607)  als Professor in Padua zu werden. Er starb auf seinem Landsitz in Orticaia etwa 40 km von Florenz.
Er ist vor allem bekannt für sein Buch De Motu, in dem in 10 Büchern auf über 1000 Seiten die Aristotelische Mechanik analysiert wird. Es war 1587 vollendet, erschien aber erst 1591. Das Buch hatte Einfluss auf Galileo Galileis frühes Denken über Mechanik in dessen De Motu Antiquiora.
Das Buch entstand wahrscheinlich aus Kontroversen mit seinem Kollegen Girolamo Borro (1512–1592) (der dem Aristoteles-Kommentator Averroes folgte, Buonamici eher griechischen Kommentatoren) speziell zum Fall leichter und schwerer Körper. Borro, Buonamici und auch Jacopo Mazzoni in Pisa befürworteten wie Galilei experimentelle Überprüfung (ähnlich den Falltests vom Schiefen Turm, die Galileo der Überlieferung nach ausgeführt haben soll). Galilei war 1589 bis 1592 Lektor in Pisa, seine Anstellung wurde aber wegen seiner Anti-Aristotelischen Haltung nicht verlängert.
1603 veröffentlichte er ein Buch über Nahrung und die Entwicklung des Fötus (De alimento, Florenz). 

## Werke
- De Motu libri X, quibus generalia naturalis philosophiae principia summo studio collecta continentur. Bartolomeo Sermartelli, Florez 1591 (Latein, beic.it). in-fol. XX-1011 p. und index
- Discorsi poetici nella accademia fiorentina in difesa d'Aristotile, appresso Giorgio Marescotti, Florez, 1597, in-4, VII-156 p.
- De Alimento libri V, B. Sermartellium juniorem, 1603, Florez, in-4 ̊, XXII-759 p. und index, fig.